# Національна дорога 73 (Польща)
Національна дорога 73 (пол. Droga krajowa nr 73, DK73) — національна дорога класу GP та G протяжністю приблизно 192 км, що проходить через Свєнтокшиське, Малопольське та Підкарпатське воєводства. DK73 веде з Вішньовка поблизу Кельце до Ясло.

## Клас дороги
Дорога має параметри класу GP на ділянці Вишнювка — Кельце — Моравіца — Бусько-Здруй — Щуцин — Домброва Тарновська — Тарнув — Пільзно та параметри класу G на ділянці Пільзно — Ясло.

## Допустиме навантаження на вісь
З 13 березня 2021 року на всій протяжності дороги дозволено рух транспортних засобів з навантаженням на одну ведучу вісь до 11,5 тонн .
| Знак | Допустимий тиск | Епізод |
| ---- | --------------- | --- |
|      | до 11,5 тонн    | - Тарнув (розв'язка A4 «Тарнув центр» — перехрестя з 94) - Тарнув — Пільзно (ділянка з 94) |
| DK73 | до 10 тонн      | - Кельцецький повіт "Вішньовка (розв'язка S7 «Кельце Північ») — Кельці — Моравиця — Бусько-Здруй — Щуцин — Домброва Тарновська — Тарнів (розв'язка A4 «Тарнув центр») - Пільзно (94) — Ясло (28) |

## Важливі міста та перехрестя на DK73
- Вишнева горілка (S7)
- Кельці (S74, DK74, DW745, DW761, DW762, DW764, DW786) — запланована об'їзна дорога
- Моравиця (DW763, DW766) — об'їзна дорога будується/планується[3][4]
- Хмельник (DK78, DW765) — об'їзна запланована в рамках програми будівництва 100 об'їзних доріг на 2020—2030 рр.
- Бусько-Здруй (DW776, DW973) — об'їздна
- Стопниця (DW756, DW757) — об'їздна
- Пацанув (DK79) — об'їздна
- Щуцин (DW982)
- Домброва-Тарновська (DW975) — об'їздна дорога
- Ліся-Ґура (DW984)
- Тарнів (A4, DK94, DW973, DW977)
- Пільзно (DK94)
- Бжостек
- Колачиці
- Ясло (DK28, DW992)